# Kördorf

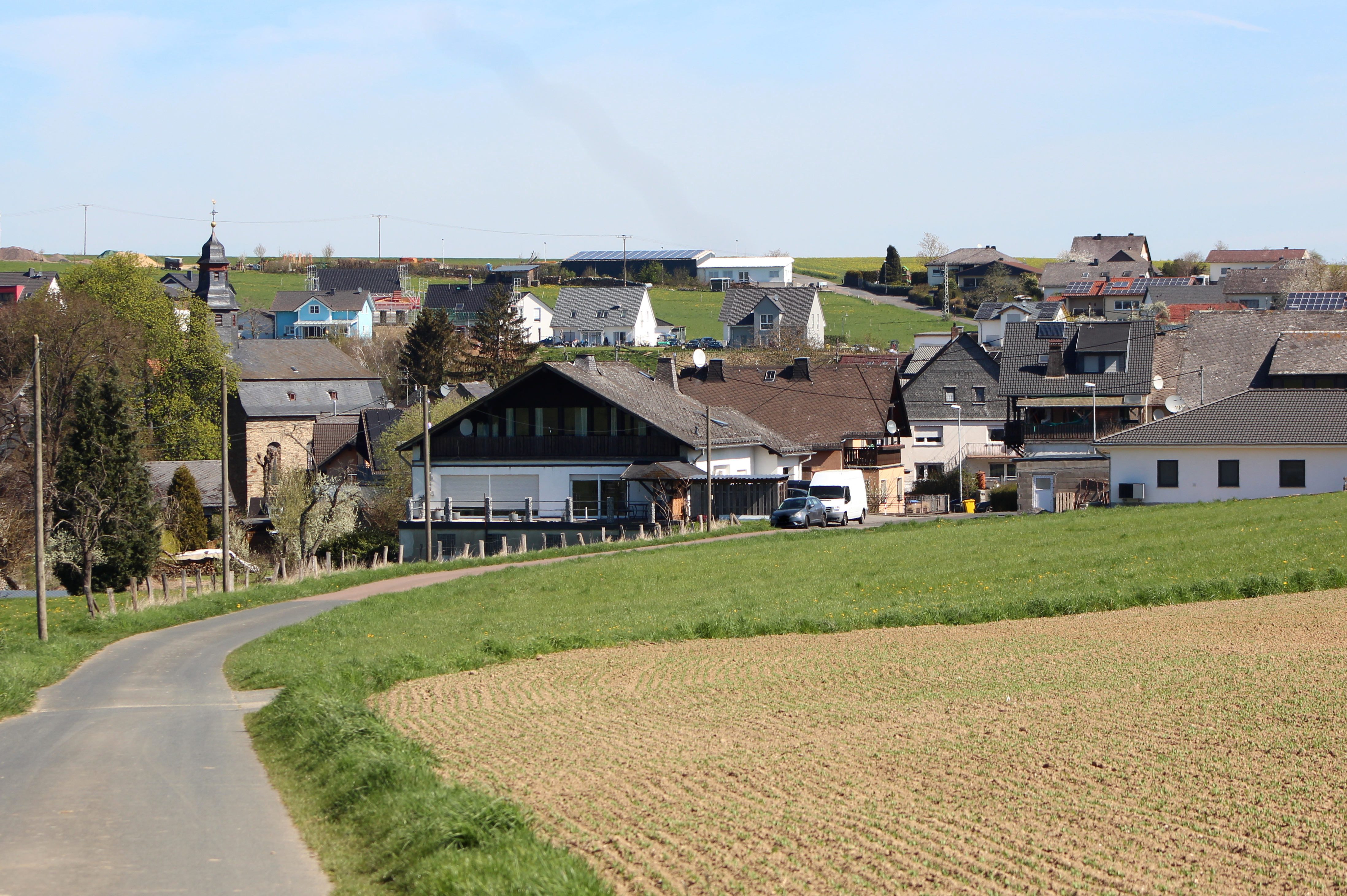
Ansicht von Kördorf

Kördorf ist eine Ortsgemeinde im Rhein-Lahn-Kreis in Rheinland-Pfalz. Sie gehört der Verbandsgemeinde Aar-Einrich an.

## Geographie
Kördorf liegt im westlichen Hintertaunus auf dem Einrich, dem etwas niedrigeren Nordwestteil des Taunus.

## Gemeindeteile
Zu Kördorf gehören auch die Wohnplätze Birkenhof, Forsthof, Köbelerhof, Lindenhof, Neuwagenmühle und Reifenmühle.

## Geschichte
Im Jahr 1142 wurde der Ort in einer Urkunde von Papst Innozenz II. als Stiftungsgut des Klosters Arnstein als „Kirechdorp“ erstmals erwähnt. Eine Kirche existierte nachweislich schon seit dem Jahr 1139.
Bis 1775 gehörte Kördorf zum Vierherrischen Gericht auf dem Einrich (Hessisches Quartier), kam dann aufgrund einer Teilung unter die alleinige Herrschaft von Hessen Kassel und wurde der Niedergrafschaft Katzenelnbogen zugeordnet. Von 1806 bis 1813 stand die Region und damit auch Kördorf unter französischer Verwaltung (pays réservé). Im Jahr 1816 kam der Ort in den Besitz des Herzogtums Nassau, das 1866 infolge des sogenannten Deutschen Krieges vom Königreich Preußen annektiert wurde.
Seit 1946 ist Kördorf Teil des damals neu gebildeten Landes Rheinland-Pfalz. 1972 kam es im Zuge der rheinland-pfälzischen „Funktional- und Gebietsreform“ zur Bildung der Verbandsgemeinde Katzenelnbogen, der die Ortsgemeinde Kördorf bis 2019 angehörte und die dann in der Verbandsgemeinde Aar-Einrich aufging.
Bevölkerungsentwicklung
Die Entwicklung der Einwohnerzahl von Kördorf, die Werte von 1871 bis 1987 beruhen auf Volkszählungen:
| Jahr | Einwohner |
| ---- | --------- |
| 1815 | 365       |
| 1835 | 491       |
| 1871 | 551       |
| 1905 | 533       |
| 1939 | 483       |

| Jahr | Einwohner |
| ---- | --------- |
| 1950 | 534       |
| 1961 | 518       |
| 1970 | 533       |
| 1987 | 541       |
| 1993 | 542       |

| Jahr | Einwohner |
| ---- | --------- |
| 1999 | 595       |
| 2005 | 587       |
| 2011 | 548       |
| 2017 | 532       |
| 2023 | 567       |

## Politik

### Gemeinderat
Der Gemeinderat in Kördorf besteht aus zwölf Ratsmitgliedern, die bei der  Kommunalwahl am 9. Juni 2024 in einer Mehrheitswahl gewählt wurden, und dem ehrenamtlichen Ortsbürgermeister als Vorsitzendem.

### Bürgermeister
Ortsbürgermeister von Kördorf ist Bernhard Krugel. Bei der Direktwahl am 26. Mai 2019 wurde er mit einem Stimmenanteil von 85,14 % wiedergewählt. Bei der Direktwahl am 9. Juni 2024 setzte er sich mit 69,2 % gegen einen Mitbewerber durch und damit für weitere fünf Jahre in seinem Amt bestätigt.

## Persönlichkeiten
- August Karl Wolf (1871–1943), Bürgermeister und Abgeordneter des Provinziallandtages der Provinz Hessen-Nassau